# Стендап (журналістика)
Стендап (англ. stand-up ‘стійка’) — вербальний телерепортерський прийом, коли журналіст працює безпосередньо в кадрі, часто — на місці самої події.

## Визначення поняття
Стендап тлумачать як знятий на місці події великий план репортера, що є візуальним свідченням його присутності там, «репортерський монолог в кадрі» та «розповідь кореспондента з місця події — за слідами події чи в її очікуванні».
На думку журналіста Павла Шеремета, «праця в кадрі — ключова особливість телебачення. Це надає вашому тексту емоційності, піднімає значення всього репортажу і статус автора репортажу, полегшує сприйняття матеріалу глядачами. Поява журналіста в кадрі з яким-небудь повідомленням, зверненим безпосередньо до глядачів, на нашому жаргоні тепер і називається стендап. Ви стаєте в кадрі перед глядачами, щоб повідомити їм щось важливе, чого не можна було зробити поза кадром».

## Для чого потрібен стендап
В інформаційному телематеріалі стендап необхідний і застосовується з кількох суттєвих причин:
- підкреслити, що репортер перебуває безпосередньо там, де відбувається подія;

- сконцентрувати увагу глядачів на найбільш вагомих фактах та аргументах;

- підсумувати викладену попередньо інформацію чи розповісти про перспективи розвитку цієї події.

Крім того, він дає можливість зробити плавний перехід від однієї частини сюжету до іншої, а також розв`язати проблему нестачі або ж повної відсутності цікавого відеоряду. Зрештою, відбувається важливий комунікаційний процес: телевізійна аудиторія одразу впізнає, ідентифікує журналіста, який регулярно використовує стендап.

## Вимоги до стендапу
Огляд наукових досліджень сучасного телестендапу дає змогу виділити такі вимоги до нього:
- стендап не повинен бути довгим за часом (зазвичай, не рекомендується його тривалість понад 20 секунд);

- для стендапу повинні використовуватися здебільшого не загальні і великі, а середні плани, щоб створити важливий фон та атмосферу довірливого спілкування із глядачем;

- стендап не повинен суперечити нормам журналістської етики та об’єктивності, навіть коли він являє собою авторський коментар;

- фон стендапу і зовнішній вигляд журналіста мають відповідати темі та атмосфері сюжету;

- текст стендапу треба чітко відділяти від закадрового тексту.

## Види стендапу
Із функціонального погляду стендапи можна поділити на 3 основні групи:
- стендап–свідчення. Він підкреслює місце події та безпосереднє перебування тут самого репортера, тобто підсилює ефект присутності. Крім того, репортер може виступати в ролі демонстратора, експерта тощо (скажімо, відтворюючи пройдений героєм репортажу шлях, якщо це важливо для теми);

- стендап–неминучість. Застосовується тоді, коли іншого способу розповісти про подію у журналіста немає. Наприклад, коли з об`єктивних причин він не може потрапити на місце форс-мажорної події. За таких умов йому логічно самому переповісти в камеру, що відбувається поза кадром.

- стендап–коментар. Дозволяє підкреслити особливий нюанс теми, зробити перехідний «місток» між кількома сюжетними лініями чи різними аспектами теми. У фіналі репортажу може виступати і як своєрідна візуальна «візитка» журналіста та оператора.

## Помилки у стендапі
У розвитку сучасного українського ТБ виразно простежується очевидна негативна тенденція до збільшення кількості невдалих стендапів.Виділимо деякі типові ознаки цієї проблеми:
- невиправдане, необдумане і невміле застосування стендапу, його недоречність і непереконливість, хизування ним;

- недооцінка чи ігнорування знімальною групою того фону, тла, на якому проходить стендап (тоді як натура повинна доповнювати розповідь репортера, давати глядачеві ту інформацію, яку іншими засобами передати неможливо);

- ігнорування часової вимоги до тривалості стендапу, згідно з якою він має бути максимально коротким і чітким;

- мовна безпорадність журналіста, відсутність у нього імунітету проти слів-паразитів, штампів, канцелярської лексики тощо;

- нетелегенічність автора стендапу, збіднений арсенал його жестів, міміки, інших вербальних засобів спілкування;

- скутість, психологічна нестійкість репортера, втрата ним самоконтролю перед  телекамерою;

- невідповідність поведінки журналіста, його одягу, макіяжу, зачіски, загалом зовнішнього вигляду, темі та атмосфері інформаційного повідомлення і місця, де розгортається стендап;

- не практикуються попередні репетиції майбутнього стендапу, зйомка його дублів.[3]